# Arthur Farwell

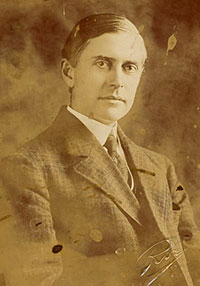
Arthur Farwell

Arthur Farwell (* 23. April 1872 in Saint Paul/Minnesota; † 20. Januar 1952 in New York City) war ein US-amerikanischer Komponist.
Farwell erwarb 1893 den Grad eines Bachelor of Science am Massachusetts Institute of Technology, bevor er nach Boston ging, um bei George Whitefield Chadwick und Homer Norris zu studieren. Hier nahm er auch Kompositionsunterricht bei Edward MacDowell.
Auf einer Europareise nahm er 1897 in Berlin Unterricht bei Engelbert Humperdinck und Hans Pfitzner und 1898 in Paris bei Alexandre Guilmant. Nach seiner Rückkehr unterrichtete er von 1899 bis 1901 an der Cornell University und gründete dann in Newton Centre/Massachusetts den Musikverlag Wa-Wan Press, der sich der Veröffentlichung zeitgenössischer amerikanischer Musik widmete und 1912 in den Musikverlag von Gustav Schirmer aufging. Außerdem war er von 1909 bis 1914 Musikkritiker der New Yorker Zeitschrift Musical America.
Von 1915 bis 1918 leitete er das Music School Settlement in New York und unterrichtete dann an der University of California at Berkeley und von 1921 bis 1925 bei der Music and Art Association in Pasadena. Von 1927 bis 1939 leitete er am Michigan State College in East Lansing die Abteilung Musiktheorie. Zu seinen Schülern zählten die Komponisten Dika Newlin und Roy Harris.
Farwell komponierte mehrere sinfonische Werke, zwei Bühnenspiele mit indianischen Themen, mehrere Werke für Chor und Orchester, eine Violinsonate, ein Klavierquintett, Klavierstücke, Chöre und Lieder.
| Personendaten    | Personendaten               |
| ---------------- | --------------------------- |
| NAME             | Farwell, Arthur             |
| KURZBESCHREIBUNG | US-amerikanischer Komponist |
| GEBURTSDATUM     | 23. April 1872              |
| GEBURTSORT       | Saint Paul (Minnesota)      |
| STERBEDATUM      | 20. Januar 1952             |
| STERBEORT        | New York City               |